# Unwanted - Ostaggi del mare
Unwanted - Ostaggi del mare è una miniserie televisiva italiana e tedesca del 2023, ideata da Stefano Bises e scritta da Stefano Bises, Bernardo Pellegrini e Alessandro Valenti e diretta da Oliver Hirschbiegel. La serie è tratta dal libro inchiesta di Fabrizio Gatti Bilal.

## Trama
Una nave da crociera, la Orizzonte, capitanata dal capitano Arrigo Benedetti Valentini, salva 28 migranti da un naufragio della loro imbarcazione. Le storie dei migranti si intrecceranno con quelle dei passeggeri a bordo.

## Puntate
| nº | Titolo     | Prima TV         |
| -- | ---------- | ---------------- |
| 1  | Episodio 1 | 3 novembre 2023  |
| 2  | Episodio 2 | 3 novembre 2023  |
| 3  | Episodio 3 | 10 novembre 2023 |
| 4  | Episodio 4 | 10 novembre 2023 |
| 5  | Episodio 5 | 17 novembre 2023 |
| 6  | Episodio 6 | 17 novembre 2023 |
| 7  | Episodio 7 | 24 novembre 2023 |
| 8  | Episodio 8 | 24 novembre 2023 |

## Personaggi e interpreti

### Personaggi principali
- Arrigo Benedetti Valentini, interpretato e doppiato da Marco Bocci.
Comandante della nave da crociera.
- Edith, interpretata da Jessica Schwarz, doppiata da Loretta Di Pisa.
Vice e rivale di Benedetti Valentini.
- Tareq, interpretato da Dada Bozela, doppiato da Aaron Tetteh MacCarthy.
Sequestratore libico.
- Ibrahim, interpretato da Hassan Najib, doppiato da Jeremy Gentile.
Naufrago eritreo.
- Jurgen Weber, interpretato da Jonathan Berlin, doppiato da Stefano Broccoletti.
Dipendente della nave.
- Daniel, interpretato da Jason Derek Prempeh, doppiato da Andy Nloga Pi.
Rifugiato per il quale Weber inizia a nutrire un sentimento.
- Silvia, interpretata e doppiata da Cecilia Dazzi.
Turista italiana e moglie di Franco.
- Franco, interpretato e doppiato da Francesco Acquaroli.
Turista italiano che si infatua di una rifugiata.
- Hannelore Weber, interpretata da Barbara Auer, doppiata da Valeria Perilli.
Madre di Jurgen.
- Klaus Weber, interpretato da Sylvester Groth, doppiato da Mauro Gravina.
Padre di Jurgen.
- Nicola, interpretato e doppiato da Marco Palvetti.
Carabiniere campano a bordo della nave insieme alla fidanzata.
- Diletta, interpretata e doppiata da Denise Capezza.
Fidanzata di Nicola che desidera avere un figlio dopo averne già persi due durante la gravidanza.
- Mary, interpretata da Nuala Peberdy, doppiata da Sara Ciocca.
Turista malata di cancro della quale si infatua Elvis.
- Elvis, interpretato da Samuel Kalambay, doppiato da Alex Santerini.
Naufrago albino molto curioso di ciò che lo circonda sulla nave.
- Joseph, interpretato da Amadou Mbow, doppiato da Mourad Miloud Benamara.
Fratello di Daniel.
- Ousmane, interpretato da Edward Asante Apeagyei, doppiato da Martin Ilunga Chishimba.
Altro naufrago che prende parte al sequestro.
- Marem, interpretata da Reshny Massaka, doppiata da Osasere Imafidon.
Naufraga che stringe amicizia con Diletta alla quale affida inizialmente la propria bambina Miracle pensando di dover far ritorno in Libia.
- Sophia, interpretata da Onyinye Odokoro, doppiata da Fatima Romina Ali.
Rifugiata di cui si infatua Franco.
- Coppola, interpretato e doppiato da Massimo De Lorenzo.
Responsabile dell'accoglienza sulla nave.
- Carl, interpretato da Scot Williams, doppiato da Dimitri Winter.
Responsabile della sicurezza sulla nave.
- Fiona, interpretata da Victoria Chapman, doppiata da Angiola Baggi.
- William, interpretato da Clive Anthony Riche.

### Personaggi secondari
- Lorrain, interpretato da Alessandro Egger.
Ufficiale sequestrato.
- Ufficiale 2, interpretato da Brenno Placido.
- Capo animatore, interpretato e doppiato da Simone Leonardi.

## Riprese
Le riprese si sono svolte nel 2022 presso l'Hotel Oasi di Kufra di Sabaudia ricreando gli interni della nave da crociera.

## Distribuzione
La miniserie è stata trasmessa dal 9 al 24 novembre 2023 su Sky Atlantic ed è inoltre disponibile sulla piattaforma streaming Now.